# 風飛鯊2
《風飛鯊2》（英語：Sharknado 2: The Second One）是一部2014年美國災難電視電影，由安東尼·費蘭提執導。本片為2013年電視電影《風飛鯊》的續集兼《風飛鯊》系列電影的第二部。由伊恩·齊爾林、泰拉·蕾德、薇薇卡·A·福克斯、馬克·麥格拉斯和卡瑞·伍爾主演。
電影2014年7月30日在Syfy頻道播出，成為當時最高收視的Syfy首映電影。

## 劇情
前集過後，芬恩和艾波前往紐約市以參加艾波所創作的《How to Survive a Sharknado and Other Unnatural Disasters》一書的簽書會，該書記載了關於洛杉磯風飛鯊事件的各種心得。但未料，一場颶風所帶來的可怕風飛鯊也將抵達紐約，使得芬恩和他的家人們必須保護好自己以及阻止災難....。

## 演員
- 伊恩·齊爾林飾演芬利·「芬恩」·謝波德（Finley "Fin" Shepard）[2]：前衝浪手，洛杉磯風飛鯊事件後成了名人，與妹妹和妹夫的關係有些緊張。
- 薇薇卡·A·福克斯飾演絲凱（Skye）[2]：芬恩的前高中同學，喜歡著芬恩。
- 馬克·麥格拉斯（英语：Mark McGrath）飾演馬丁·布洛迪（Martin Brody）[2]：芬恩的妹夫，認為芬恩不喜歡自己。
- 卡瑞·伍爾飾演愛倫·布洛迪（Ellen Brody）[2]：芬恩的妹妹和馬丁的妻子。
- 泰拉·蕾德飾演艾波·韋克斯勒（April Wexler）[2]：芬恩的前妻，在飛機上因鯊魚而失去了左手掌。
- 寇特妮·巴克斯特飾演莫拉·布洛迪（Mora Brody）：馬丁和愛倫的女兒。
- 但丁·帕爾明泰里飾演范恩·布洛迪（Vaughn Brody）：馬丁和愛倫的兒子。

### 客串
- 裘德·赫希飾演班（Ben）：計程車司機。
- 安東尼·費蘭提（英语：Anthony C. Ferrante）飾演在列車上彈吉他的男子
- 史蒂芬妮·亞伯拉罕（英语：Stephanie Abrams）飾演氣象主播

## 外部連結
- 互联网电影数据库（IMDb）上《風飛鯊2》的资料（英文）
- 爛番茄上《風飛鯊2》的資料（英文）